# Nasrides

Armes des Nasrides.

La dynastie nasride (Al Belmeliani), Banû al-Ahmar, Banu Nazari, Nazarí en castillan, ou encore Nasari selon les orthographes, est une dynastie arabe, fondée par Mohammed ben Naṣar, qui établit son pouvoir sur le royaume de Grenade en créant l'émirat de Grenade en 1237. Cet État doit sa subsistance à sa vassalité aux rois de Castille et d'Aragon, pour lesquels les Maures payent un tribut annuel. Cet émirat représente la dernière forme que prend le royaume de Grenade. Le « pays d'al-Andalûs » est alors réduit à la portion congrue. Les Nasrides prennent fin avec la prise de Grenade par les Rois catholiques en 1492.

## Composition de l'émirat

Carte du Royaume de Grenade.

Le dernier domaine musulman de Grenade est séparé en quatre zones, d'ouest en est :
- Cora (es) de Tacoronna
- Cora de Rayya
- Cora d'Elvira, centré autour de la ville de Grenade
- Cora de Peyyna, avec comme port Almería

## Histoire

### Avant les Nasrides
- La conquête d'al-Andalus par les arabo-berbères musulmans sous les Omeyyades commence en 711.
- Les Arabes omeyyades survivants du massacre de 750 s'installent à Cordoue en 756 jusqu'en 1039. Le califat s'effondre, il s'ensuit une première période de taïfas.
- Pendant cette période, les Arabes hammudites établissent leur  taïfa ainsi que le premier royaume de Malaga sur la zone urbaine et sa province alentour (1016 -1058).
- En 1013 création de La taïfa de Grenade, ou royaume ziride de Grenade royaume musulman dirigé par les Zirides, quatre rois se succèdent pendant ses 80 années d'existence tous de la dynastie des Zirides, une dynastie berbère sanhadja originaire du Maghreb central, ils conquièrent le royaume de Malaga en 1058, la taïfa disparaît en 1090.
- Les Arabes Toujibides originaires du Yémen créent leur royaume situé le plus au nord de la péninsule ibérique et qui avait pour siège Saragosse de 1018 à 1039 puis ils sont remplacés par les Arabes Houdides de 1039 à 1146.
- Les Berbères almoravides conquièrent al-Andalus en entier (1085-1145). À leur chute, il s'ensuit la deuxième période de taïfas.
- Les Berbères almohades conquièrent à leur tour al-Andalus en entier (1147-1226). À leur chute, il s'ensuit la troisième période de taïfas.
- Les Arabes Nasrides profitent de la situation pour recréer le royaume de Grenade en 1238 qui disparaîtra définitivement en 1492.

### Avènement des Nasrides
La dynastie est instituée en 1238 par un émir arabe, Mohammed ben Nazar souvent appelé Al-Ahmar (« Le rouge ») et surnommé Al-Ghâlib (« le vainqueur ») qui descendrait du médinois Sa`d ibn `Ubâda, chef de la tribu des Banu Khazraj au moment de la mort de Mahomet en 632. Après la chute des Almohades, il s'empare de plusieurs villes et finalement de Grenade. Al-Ahmar y construit une résidence fortifiée qui deviendra le palais d'Alhambra. Devant la Reconquista chrétienne, l'émir de Grenade a dû se déclarer vassal du roi de Castille, Ferdinand III. Les émirs de Grenade ont ensuite cherché une alliance avec les Zianides de Tlemcen, qui ont accordé leur soutien après la cession d'Algésiras.

### LaFrontera Militar
Lorsque les Nasrides ne respectent pas le versement tributaire ont lieu des incursions chrétiennes traversant la frontière.
Cette frontière est figée pendant deux siècles, durant lesquels les souverains espagnols vaquent à d'autres préoccupations telles que la structuration territoriale de leurs nouvelles terres. Elle devient donc La Frontera, et de nombreuses agglomérations andalouses limitrophes lui doivent son nom.
- Arcos de la Frontera
- Chiclana de la Frontera
- Conil de la Frontera
- Cortes de la Frontera
- Jerez de la Frontera
- Morón de la Frontera
- Vejer de la Frontera

### Gloire

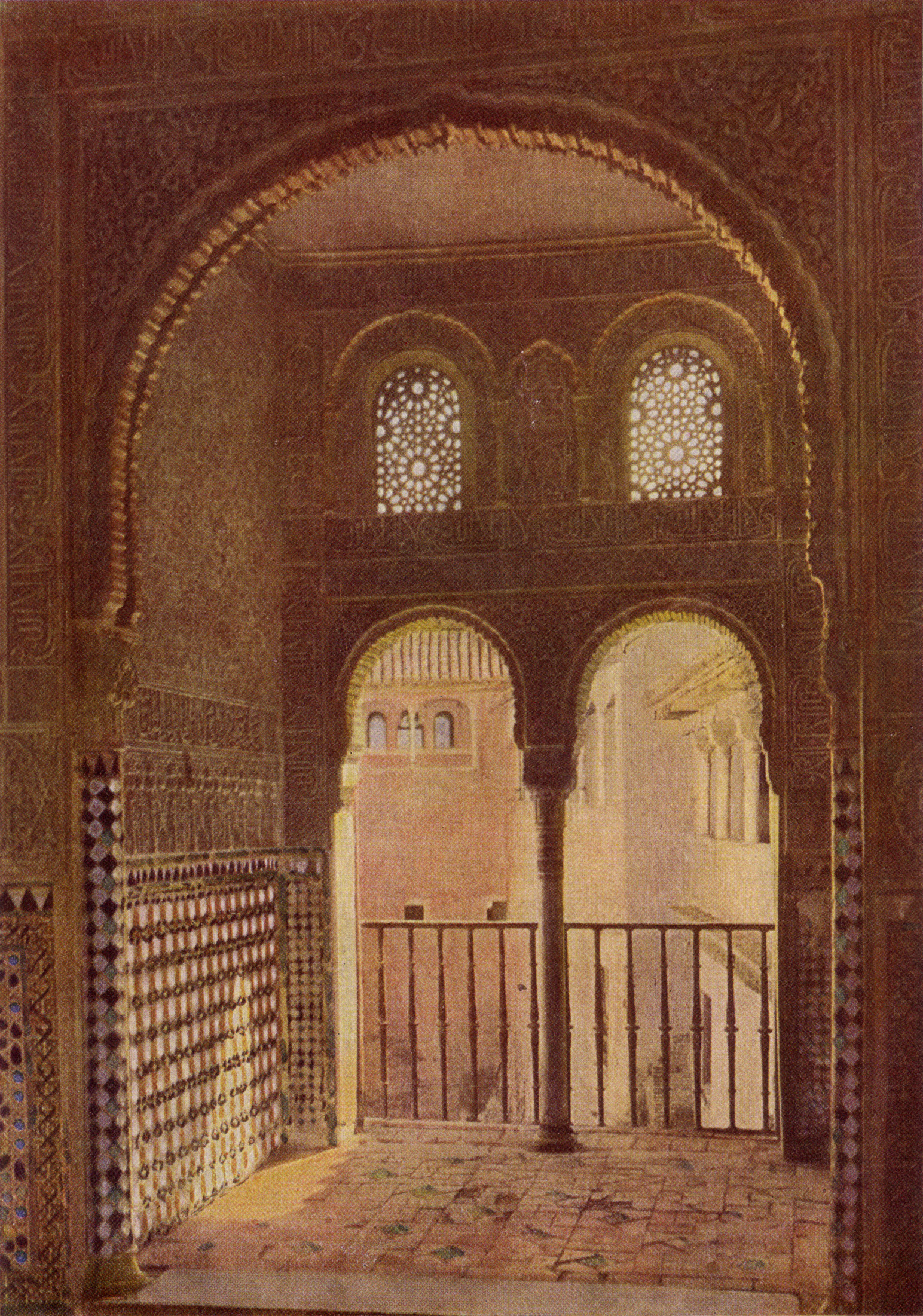
Salle des ambassadeurs, dans les palais nasrides.

Embellissement des palais princiers, d'un raffinement jamais atteint ailleurs en al-Andalus. Les artistes sont au faîte de leur maîtrise, les Nasrides les encouragent à décorer chaque parcelle de leur palais, dans une espèce d'horreur du vide. Marchant sur un sol de plaques de marbre massif, ils se promènent ainsi dans un univers à la fois architectural et spirituel, représentant la nature sur les façades, de manière allégorique, et des cieux semés d'astres dorés sur plafonds de bois rares.

### Décadence

Royaumes d'Espagne en 1360.

Les princes castillans sont bravés par cette poche concentrée qu'est devenu le dernier royaume musulman en terre d'Espagne. Les derniers souverains nasrides, Abû al-Hasan `Alî et son fils Boabdil, sont soumis à des pressions autant internes qu'externes. Les religieux venus d'autres villes maintenant aux mains des Castillans sèment l'agitation. Les dissensions politiques dans la ville sont également dues à la pression perpétuelle liée au statu quo sur la Frontera et les assauts des catholiques auxquels l'appui du Pape a permis de liguer des armées coalisées extérieures aux Espagnes. C'est la perte d'une des places fortes de la Frontera qui déclenche l'ultime acte : les guerres de Grenade.

### La fin

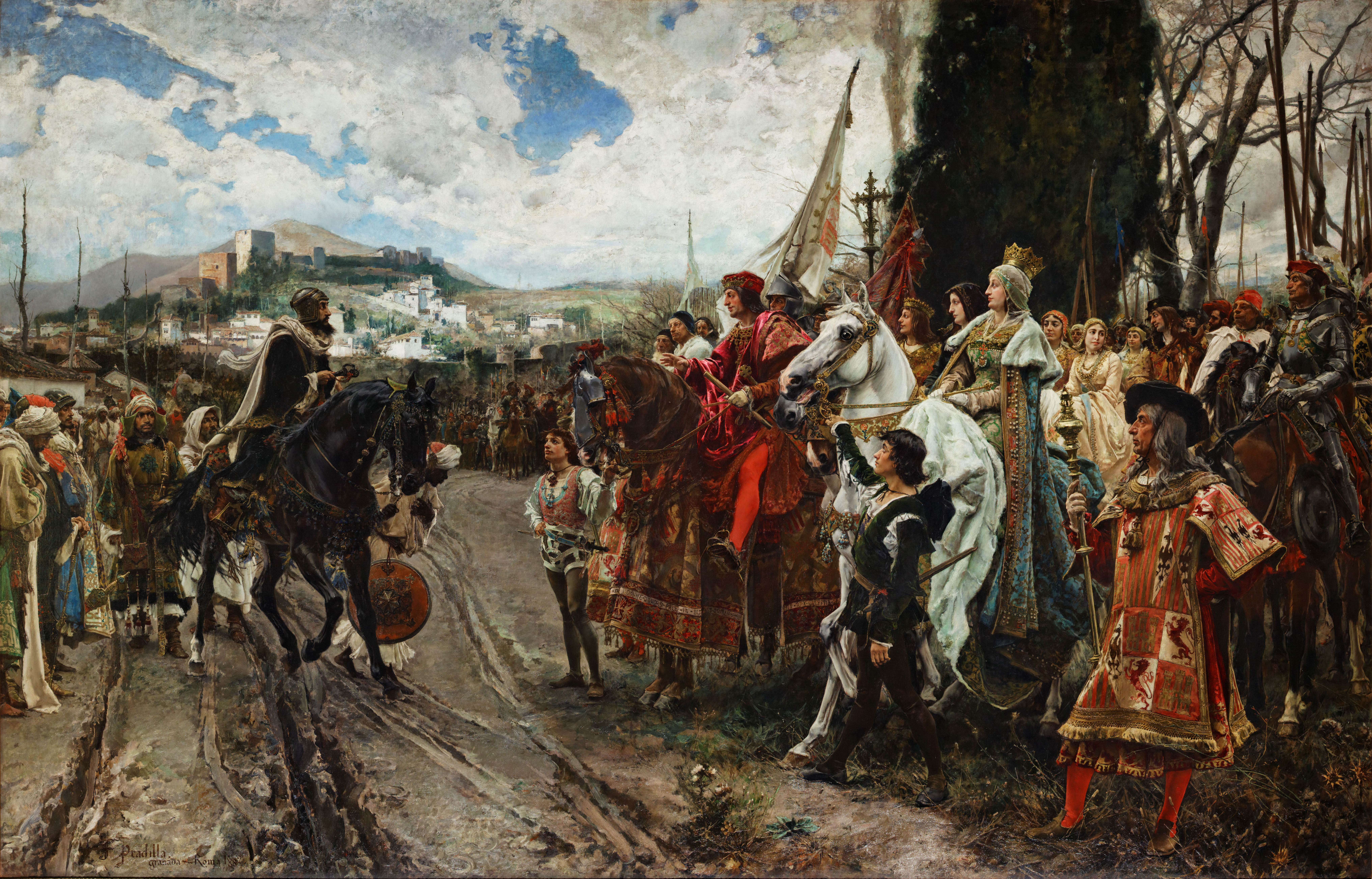
La capitulation de Grenade, par F. Padilla : Boabdil confronté à Ferdinand II d'Aragon et Isabelle Ire de Castille.

Lorsque les Rois catholiques sont fermement ancrés au fort de Santa Fé, au pied même de la capitale de l'émirat, Boabdil ne voit plus que la solution d'une sortie négociée par la voie politique. Devant l'avancée des troupes chrétiennes, l'armée mérinide n'a pas suffi à défendre les terres nasrides et l'émirat est défait le 2 janvier 1492 par Isabelle la Catholique et Ferdinand II d'Aragon.
Des accords concernent la famille nasride avec une permission de s'installer sur une terre au sud, sur la côte. Dès leur arrivée, les rois espagnols demanderont à certains habitants de quitter la ville. Suivant vers le sud, ils édifieront les villages des Alpujarras, qui encore aujourd'hui présentent des similitudes avec les casas de l'Albaicin de Grenade.

## Devise de la dynastie
La devise des Nasrides aurait été proclamée par les premiers conquérants maures lors de leur entrée sous la porte d'Elvira de Grenade :
Wa lā ghālib illa-āllāh
(Et pas de vainqueur autre qu’Allâh)

## Nasrides notables

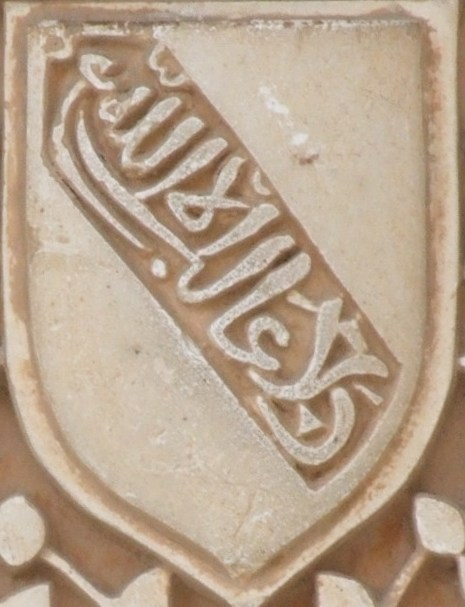
ar.

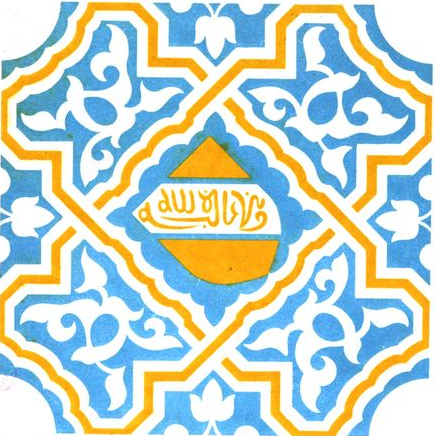
Carreau de revêtement émaillé provenant du palais de l'Alhambra avec armoiries

- le fondateur de la dynastie : Mohammed ben Nazar ;
- les bâtisseurs : Yûsuf Ier et Muhammad V al-Ghanî, essentiellement au XIVe siècle, ce sont les constructeurs des palais nasrides de l'Alhambra ;
- les derniers Nasrides :
  - Abû al-Hasan `Alî, El viejo, frère du suivant ;
  - Mohammed XIII az-Zaghall, oncle du suivant ;
  - Boabdil, Muhammad XII, El chico, si célèbre dans l'historiographie espagnole qu'il est également dénommé « le Maure » ; il négocia la cession de Grenade avec les Rois catholiques, effective le 2 janvier 1492, puis partit en exil avec sa famille pendant que certains habitants de la ville s'installaient dans les Alpujarras, autre versant de la Sierra Nevada. Ceci mit un point final à la dynastie régnante.

## Liste des émirs nasrides
- 1238-1273 : Mohammed Ier al-'Ahmar al-Ghâlib bi-llâh « El Rojo »
- 1273-1302 : Mohammed II al-Faqîh (empoisonné ?)
- 1302-1309 : Mohammed III al-Makhlû` (démis)
- 1309-1314 : Abû al-Juyûch Nasr (démis)
- 1314-1325 : Abû al-Walîd Ismâ`îl Ier (assassiné)
- 1325-1333 : Mohammed IV (assassiné)
- 1333-1354 : Yûsuf Ier (assassiné)
- 1354-1359 : Mohammed V al-Ghanî (démis)
- 1359-1360 : Ismâ`îl II (assassiné)
- 1360-1362 : Mohammed VI al-'Ahmar
- 1362-1391 : Mohammed V al-Ghanî (2)
- 1391-1392 : Yûsuf II
- 1392-1408 : Mohammed VII al-Musta`în
- 1408-1417 : Yûsuf III
- 1417-1419 : Mohammed VIII al-Mutamassik (démis)
- 1419-1427 : Mohammed IX al-'Aysar « El Zurdo » (démis)
- 1427-1429 : Mohammed VIII al-Mutamassik (démis)
- 1429-1431 : Mohammed IX al-'Aysar « El Zurdo » (démis)
- 1431-1432 : Yûsuf IV « Abenalmao » (démis)
- 1432-1445 : Mohammed IX al-'Aysar « El Zurdo » (démis)
- 1445 : Mohammed X al-'Ahnaf « El Cojo » (démis)
- 1445-1446 : Yûsuf V (démis)
- 1446-1447 : Mohammed X al-'Ahnaf « El Cojo » (démis)
- 1447-1453 : Mohammed IX al-'Aysar « El Zurdo » (El Zurdo)
- 1453-1455 : Mohammed XI « El Chiquito »
- 1455-1462 : Sa`d al-Musta`în « Ciriza »
- 1462 : Yûsuf V (démis)
- 1462-1464 : Sa`d al-Musta`în « Ciriza » (démis)
- 1464-1482 : Abû al-Hasan `Alî « Muley Hacén », « El Viejo »
- 1482-1483 : Mohammed XII az-Zughbî « Boabdil » (démis)
- 1483-1485 : Abû al-Hasan `Alî « Muley Hacén », « El Viejo »
- 1485-1487 : Mohammed XIII az-Zaghall (démis)
- 1487-1492 : Mohammed XII az-Zughbî « Boabdil »[9],[10],[11]

## Arbre généalogique
Généalogie établie d'après
- (es) Nicolás Homar Vives, Reyes y Reinos Genealogias, Granada
- (fr) web.genealogie.free.fr « Espagne »(Archive.org • Wikiwix • Archive.is • Google • Que faire ?) (consulté le 24 août 2014)
- (ar) www.hukam.net, بنو نصر/النصريون/بنو الأحمر في غرناطة Les Nasrides, Les Banû al-Ahmar à Grenade

Ces trois sources diffèrent en plusieurs points (les divergences sont signalées par les notes).
- Les numéros sont les ordres d'apparition dans l'ordre de succession

- Nasr
  - Yûsuf
    - (1) Mohammed Ier (1194-1273)
      - (2) Mohammed II (1235-1302)
        - (3) Mohammed III (1257-1314)
        - (4) Abu al-Juyuch Nasr (1287-1322)

  - Ismâ`îl
    - Abû Sa`id Faraj (gouverneur de Malaga)
      - Mohammed
        - Ismâ`îl[12]
          - (10) Mohammed VI (1332-1362)
            - une fille mariée à Mohammed al-Mawl[13]
              - (16) Yûsuf IV (mort en 1432)[14]

      - (5) Ismâ`îl Ier (1279-1325)
        - (6) Mohammed IV (1315-1333)
        - (7) Yûsuf Ier (1318-1354)
          - (8) Mohammed V (1338-1391)
            - (11) Yûsuf II (mort en 1392)
              - (12) Mohammed VII (1370-1408)
              - (13) Yûsuf III (1376-1417)
                - (14) Mohammed VIII (1411-1431)
                  - (19) Mohammed XI (mort en 1455)

              - Ahmed
                - (18) Yûsuf V (mort en 1463)

              - `Alî
                - (20) Sad al-Mustain (mort en 1465)
                  - (21) Abû al-Hasan `Alî (Muley Hacén) (mort en 1485)
                    - (22) Mohammed XII (Boabdil) (1459-1532/1533)

                  - (23) Mohammed XIII (mort vers 1494 ?)[15]

            - Nasr
              - (15) Mohammed IX (1396-1453)
              - `Uthmân
                - (17) Mohammed X (1415-1454)

          - (9) Ismâ`îl II (1339-1360)

## Architecture nasride
Ne sont indiqués que les édifices d'époque qui n'ont pas disparu.
- les palais nasrides à l'Alhambra ;
- palais grenadin de Dar al-Horra, hors les murs de l'Alhambra ;
- la partie sud-est de l'Andalousie actuelle est également parcourue de vestiges datant de cette dynastie : ponts, tours de garde pour veiller sur la Frontera militar.